# Ecteinascidia herdmani
Ecteinascidia herdmani is een zakpijpensoort uit de familie van de Perophoridae. De wetenschappelijke naam van de soort is voor het eerst geldig gepubliceerd in 1887 door Lahille.